# NGC 3362
NGC 3362 је спирална галаксија у сазвежђу Лав која се налази на NGC листи објеката дубоког неба.
Деклинација објекта је + 6° 35' 50" а ректасцензија 10h 44m 51,7s. Привидна величина (магнитуда) објекта NGC 3362 износи 12,8 а фотографска магнитуда 13,5. NGC 3362 је још познат и под ознакама UGC 5857, MCG 1-28-5, CGCG 38-7, PGC 32078.